# Hans Niklas (Basketballspieler)
Hans Niklas ist ein ehemaliger deutscher Basketballspieler.

## Leben
Niklas spielte 1973/74 für Böwe Augsburg in der Basketball-Bundesliga und war in der Südstaffel mit 227 erzielten Punkten Sechster der Korbjägerliste. Er gehörte ab 1974 zur Mannschaft des USC München (beziehungsweise die Spielgemeinschaft BC/USC München) in der Bundesliga. Mit den Münchnern trat er im Spieljahr 1974/75 im europäischen Vereinswettbewerb Korać-Cup an.
1976 wechselte der Flügelspieler zum USC Heidelberg, mit dem er im Spieljahr 1976/77 deutscher Meister wurde. 1977 bestritt er sein erstes und einziges A-Länderspiel für die bundesdeutsche Nationalmannschaft. In der Saison 1977/78 errang er mit dem USC den Sieg im DBB-Pokal und kam in der Bundesliga auf den zweiten Rang. 1980 stieg er mit Heidelberg aus der Bundesliga ab und spielte anschließend mit der Mannschaft in der 2. Basketball-Bundesliga. 1981 zog er sich vom Leistungsbasketball zurück.